# Windows 7移除的功能
Windows 7加入了許多新功能，但是同時也有許多在Windows Vista中的功能卻遭到移除或沒有改變。

## Windows介面
移除了許多功能，包含：
- 单列開始功能表。
- 默认关闭快速啟動（現在直接釘選到工作列），可以手动开启
- Windows Media Player的工作列上的工具列（用跳躍功能清單取代）
- 原本固定開始功能表上的網際網路及電子郵件預設應用程式（可以手動釘選）
- 能夠關閉自動群組（相鄰的）同類型的工作列按鈕（例如瀏覽視窗），但使用者仍然可以關閉群組同一類型的多個工作列按鈕成一個按鈕。
- Ctrl +滑鼠左鍵多選多個工作列按钮进行管理。
- 顯示群組的工作列按鈕數目。
- 在通知區域的網路活動動畫。
- 關閉視窗預覽的功能。
- 進階搜尋建立者使用者介面。
- 工作列「永遠位於頂層」的功能設定。
- 為了系統安全，自動播放只會支援自動執行多媒體，例如CD及DVD。
- 自動播放的HD DVD偵測。

## Windows檔案總管
- 連結資料夾及其子資料夾時不會出現虛線，如同關閉簡易資料夾檢視的選項。[2][3]
- 當文件駐留在內部網之類的位置，用于指示当前位置的電腦图标不會顯示在狀態列。
- 在Windows檔案總管上的命令列及普遍程式的開啟/存檔對話方塊中的圖示。
- 和Windows Vista相比，资源管理器现在仅在“详细信息”查看方式下在显示出文件筛选器栏。
- 无法自定义排列图标（但在桌面上仍然可以）。

## Windows附屬應用程式及功能
- 網站篩選器及活動報告從家長監護中心移除。[4]Windows Live家長監護服務取代了活動報告功能。
- 「極光」、「Windows能量」以及「Windows標誌」螢幕保護程式[5]
- 筆跡球
- Microsoft Agent 2.0 Technology
- （已由Windows Live Mail取代，可於微軟網站下載安裝）
- （已由Windows Live影像中心取代，可於微軟網站下載安裝）
- Windows Movie Maker（已由Windows Live Movie Maker取代，可於微軟網站下載安裝）
- Windows Mail（已由Windows Live Mail取代，可於微軟網站下載安裝）
- 桌面小工具的資訊看板被移除，直接將小工具貼齊於螢幕邊框或放於桌面。
- Windows會議空間
- 聯絡人
- 便箋小工具不再附属于Tablet PC组件，单独列出，并且功能和界面有所变化。
- 旗艦版的Windows Ultimate Extras
- 画图工具的文字竖排功能和隐藏的10倍放大镜功能。（色彩對換功能改至鼠標右鍵選單中）

### Windows Media Player功能
- 進階標籤編輯器。